# 독립신문
독립신문(獨立新聞)은 1896년 4월 7일에 한국 최초 민간 신문이자 한글, 영문판 신문이다. 서재필을 중심으로 독립협회(獨立協會)의 기관지로 발간되었으며 미국 감리교 선교사 호머 헐버트가 신문 창간과 발행 작업을 적극적으로 도왔으며 감리교 출판국이었던 삼문출판사에서 인쇄하였다. 서재필은 당시 4,400원을 발급받고 또 조선정부의 지원을 받아 4월 7일에 처음 발간했다. 4면 중 3면은 순국문, 1면은 영문으로 문장을 썼다. 필진으로는 유길준, 윤치호, 이상재, 이승만, 주시경 등이 참여하였다. 
서재필을 중심으로 발간했으나 그가 미국으로 망명한 뒤에 헨리 아펜젤러를 발행인으로 하여 윤치호가 맡아 발행하다가 독립협회의 해산과 함께 폐간되었다. 독립신문은 최초의 순한글체 신문이자 한국 최초의 영자신문이었으며 신분 지위고하를 막론하고 칼럼을 투고할 수 있었다. 1957년 4월 7일 한국신문편집인협회는 독립신문 창립일을 신문의 날로 지정하였다. 띄어쓰기를 도입하여 띄어쓰기가 대중화되어 정착되는데 크게 기여하였다.

## 배경

### 창간 준비

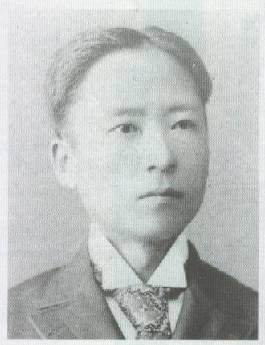
서재필

1895년 조선으로 귀국한 서재필은 조선에도 신문을 발행하여 국민을 계몽할 것을 계획한다. 동시에 신문 발간의 필요성을 절감하던 유길준, 박정양 등은 서재필이 자신들과 같은 생각을 하고 있다는 것을 알게 되자 이를 적극 지지하고 고종에게 신문 발간을 건의하여 허락받는다.
1894년 박영효를 만난 서재필은 다시 조선을 개혁해보겠다는 생각을 품게 된다. 서재필은 박영효의 권유로 망명 10년 만인 1895년 12월 배를 타고 하와이와 일본 도쿄를 경유하여 조선으로 귀환하였다. 그는 조선으로 돌아오는 길에 일본을 경유할 때 일본 동경의 모교 토야마 사관학교를 방문하였고 후쿠자와 유키치를 만났으며, 다시 일본 나가사키를 출발하여 배편으로 12월 25일 인천 제물포에 도착하였다.

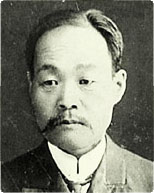
유길준

당시 내각을 맡고 있던 유길준은 서재필을 초빙형식으로 귀국시키는데 노력하였다. 서울대 사학과 명예교수 신용하에 따르면 갑신정변이 민중의 지지가 결여되었기에 실패했던 교훈을 되새긴 유길준은 민중을 계몽하는 사업으로 신문 창간이 절박했다. 갑오경장이 개화파 내각의 주도로 제도 개혁을 하면서 일본측의 한성신보에 대항할 신문을 만들 한국인을 물색했는데 그가 서재필이었다는 것이다. 그에 의하면 유길준은 유길준 대로 개혁과 민중을 계몽하는 사업으로 신문 창간이 절박했고 일본은 일본 대로 1895년 무렵부터 조선에 신문 창간을 후원한다는 명목으로 신문 개설을 권고하였고 이에 내부대신 유길준은 미국인으로 귀화하여 의사 생활을 하던 필립 제이슨을 초빙하기에 이르렀다는 것이다.
서재필은 귀국 직후 신문 창간을 준비하였으나 일본의 협력 거부와 자금 조달의 어려움으로 실패하고 만다.
귀국 직후 시도했던 신문 간행이 일본에 의해 좌절될 뻔했을 때 서재필의 상심을 들어주던 유일한 대화 상대는 윤치호였다. 윤치호는 아관파천 직후 신문 간행을 위해 분주하게 움직이던 서재필을 돕고 싶었지만 이미 민영환을 수행해 러시아에 다녀오라는 고종의 명을 받았기에 도울 수 없었다. 1895년 서재필은 유길준의 벼슬 권고를 사양하였다. '갑신정변이 민중에 뿌리를 박지 못해서 실패했다'고 느껴 민중 계몽 사업을 하겠다며 조용히 거절했다. 이후 서재필은 박영효, 박정양 등을 찾아가 신문 개설에 필요한 자금을 내줄 것을 호소하였다.
결국 1895년 봄, 서재필은 신문 창립 비용으로 국고에서 3천원을 지원받고 별도의 정착 자금으로 1,400원 등 4,400원을 받았으며 월 300원씩 10년간 중추원 고문직을 맡기로 하였다.

## 창간과 발행

### 창간

독립신문 초판

1896년 4월 7일 독립신문은 순한글과 영어로 인쇄, 발간하였다. 서재필은 정부로부터 창립 자금 4,400원을 지원 받아 시작하였다. 1896년 4월 7일 창간 당시 국배판(菊倍版)면으로 구성하였고 3면은 한글, 1면은 영어로 표기했다. 본문은 순한글 세로쓰기였고, 논설과 광고, 국내외 소식 보도면으로 구성했다. 한글판은 서재필과 주시경이 편집을 하였고, 영문판은 헐버트가 사실상의 편집자였다.
| “ | 만일 백성이 정부 일을 자세히 알고, 정부에서 백성의 일을 자세히 아시면 피차에 유익한 일이 많이 있을 터이요. 우리가 이 신문 출판하기는 취리하려는 게 아닌고로, 값을 헐하도록 하였고, 모두 언문으로 쓰기는 남녀 상하 귀천이 모두 보게 함이요. 또 구절을 떼여 쓰기는 알아보기 쉽도록 함이라. | ” |
|   | — 독립신문 창간호 사설 |   |

| “ | 우리가 독립 신문을 오늘 처음으로 출판하는데, 조선 속에 잇는 내외국 인민에게 우리의 주의를 미리 말씀하여 아시게 하노라. 우리는 첫째, 편벽되지 아니한고로 무슨 당에도 상관이 없고, 상하 귀천을 달리 대접하지 아니하고, 모두 조선 사람으로만 알고, 조선만을 위하여 공평히 인민에게 말할 터인데, 우리가 서울 백성만 위할 것이 아니라 조선 전국 인민을 우히여 무슨 일이든지 대언하여 주려 함. 정부에서 하시는 일을 백성에게 전할 터이요, 백성의 정세를 정부에 전할 터이니, 만일 백성이 정부의 일을 자세히 알고, 정부에서 백성의 일을 자세히 아시면, 피차에 유익한 일만 있을 것이요, 불평한 마음과 의심하는 생각이 설명할 터이옴. 우리는 바른대로만 신문을 할 터인고로, 정부 관원이라도 잘못하는 이 있으면 우리가 말할 터이요, 탐관오리들을 알면 세상에 그 사람의 행정을 퍼일 터이요, 사사로운 백성이라도 무법한 일을 하는 사람은 우리가 찾아 신문에 설명할 터이옴. 또 한쪽에 영문으로 기록하기는 외국 인민이 조선 사정을 자세히 모른즉, 혹 편벽된 말만 듣고 조선을 잘못 생각할까 보아 실상 사정을 알게 하고자 하여 영문으로 조금 기록함. 그러한 즉 이 신문은 꼭 조선만 위함을 가히 알 터이요, 이 신문을 인연하여 내외, 남녀, 상하 귀천이 모두 조선 일을 서로 알 터이옴. | ” |
|   | — 독립신문 창간사, 1896년 4월 7일 |   |

필진으로는 유길준, 윤치호, 이상재, 이승만, 주시경 등이 참여하였다.

### 신문 발행과 운영

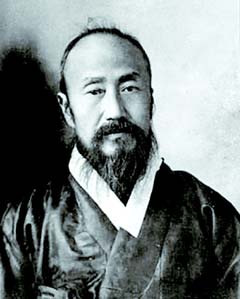
필진이자 제2대 사장 윤치호

특히 서재필은 주시경에게 회계사무원 겸 교열담당의 업무를 맡겨 신문사의 출납과 한글 교정을 맡게 했다. 또한 언더우드 학당에서 호러스 언더우드 목사와 관계가 다소 소원해졌으며 직업이 없어 고민인 김규식을 영입하여 취재기자로 고용하기도 했다.
서재필은 쉬운 한글 단어를 사용하여 누구나 쉽게 읽고 이해하는 신문을 만들기 위하여 국문학자인 주시경을 영입하였다. 주시경은 한글 표준어와 방언, 발음 등에 정통하였고, 그의 노력에 힘입어 신문을 순한글로 간행할 수 있었다. 독립신문 발간 중에도 주시경은 쉬운 단어 선정을 위한 연구를 거듭하였다.
1897년 1월 5일부터 영문판을 분리하여 4면으로 구성한 《The Independent》를 발행하였다. 영문판에는 국제정세에 대한 칼럼이나 서재필 등의 논설 외에도 국내 사정을 영어로 번역하였다. 헐버트의 동생 아처도 한국으로 건너와 1년간 독립신문의 발행을 돕다가 귀국하였다. 서재필은 신문을 발행하면서 전문 용어보다는 쉽게 한글로 풀이하도록 했는데 처음에 300부를 찍었던 독립신문은 이내 발행부수 3000부가 넘는 신문으로 발전했고 10여명으로 시작했던 독립협회는 이내 4000명이 넘는 회원을 가진 큰 단체로 발전하면서 국민적 개혁 운동을 본격적으로 추진하였다. 그 뒤 윤치호가 경영을 맡은 이후에 1898년 7월 1일 주 3회에서 일간으로 바꿨다.

### 한글 맞춤법
독립신문은 최초의 한글판 신문이며 동시에 띄어쓰기를 지면에 반영하였다. 한글은 창제 이후 한자와 마찬가지로 띄어쓰기를 하지 않고 마침표를 찍지 않았는데 독립신문의 발행으로 인하여 띄어쓰기가 정착되었다. 헐버트 선교사가 발행한 영문 월간지 '한국소식'의 1896년 1월호에는 한글의 점 찍기 또는 띄어쓰기라는 윤치호의 글이 실렸는데 '장비가 말을 타고'라는 예와 '장비 가말을 타고'라는 예를 들어 띄어쓰기가 필요하다고 설명을 하였다.

### 서재필의 망명과 폐간

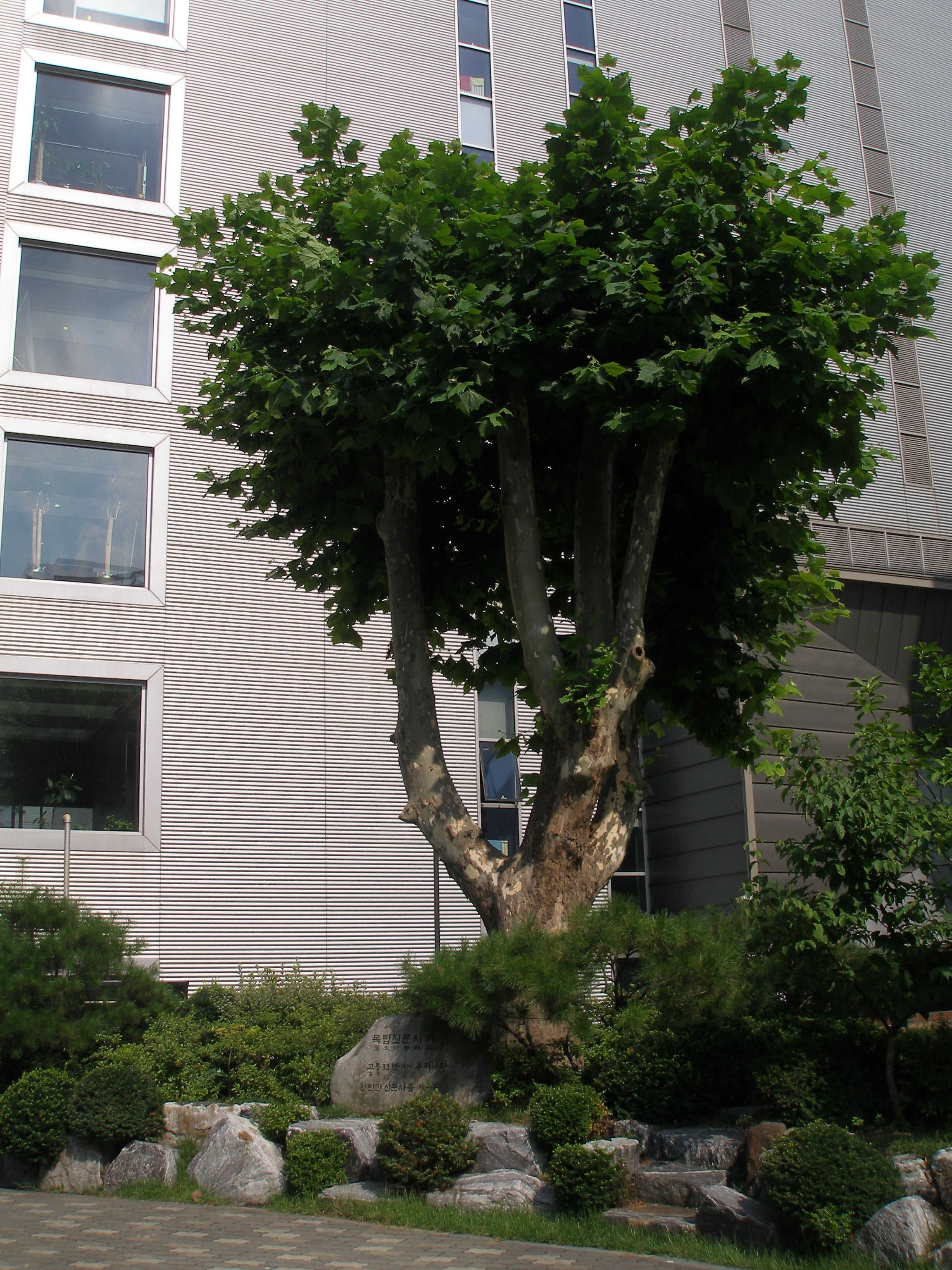
배재학당 앞에 세워진 독립신문사터 표지석

독립신문은 근대적 여론 형성의 기틀을 마련했다. 독립신문 창간은 당시 권력을 잡고 있던 정동구락부, 정동파, 친미파 등으로 불린 영어파 세력의 전폭적인 지원 아래 이뤄졌다. 4면 가운데 3면은 한글 전용 '독립신문'으로 편집하고, 마지막 1면은 영문판 'The Independent'로 편집하였다. 1898년 7월 4일자 독립신문에는 영어 교습 광고도 실려 있었다. "대한 사람들이 영어를 배우고자 하나 학교에는 다닐 수 없고, 또 선생이 없어서 못 배우는 이가 많다 하기로 영국 선비 하나가 특별히 밤이면 몇 시간씩 가르치려 하니 이 기회를 타서 종용히 영어를 공부하려는 사람들은 독립신문사로 와서 물으면 자세한 말을 알지어다."라고 발표했다.
정부의 공격으로 출국하게 된 서재필은 윤치호에게 독립신문을, 이상재, 양기탁, 이승만, 이동녕 등에게는 독립협회와 만민공동회를 맡아줄 것을 간곡히 부탁하였다. 이에 윤치호는 서재필이 출국하면 독립협회나 만민공동회, 독립신문 등을 3년도 유지시키기 어렵다고 했는데 그는 최소한 1년 이상은 유지시킨다면 변화가 있을 것이라며 유지가 어렵더라도 1년 이상만 협회 등을 지켜줄 것을 부탁했다.
한때 그는 <독립신문> 소유권을 일본에 팔아 넘길 계획을 추진하였다.[109] 이 때 일본 공사측은 이를 긍정적으로 검토하였고 구두 계약까지 맺기에 이르렀다. 윤치호, 유길준 등은 대한제국 조정이 밉더라도 일본에는 넘기지 말 것을 호소했다. 그러나 그는 움직이지 않았고 일본 공사관 측에서 매입을 거절함으로써 백지화됐다. 서재필은 출국 직전 일본 공사관에 구두 계약을 이행하라고 요구했으나 무산되고 말았다.
1898년(고종 35년) 5월 14일 서재필은 독자와 동포들에게 올리는 인사말을 남기고 서울에서 출산한 큰 딸 스테파니와 부인을 대동한 채 용산에서 인천행 배에 올랐다. 5월 27일 인천 제물포항을 출발해 일본을 경유해 미국으로 향했다. 발간자인 서재필이 미국으로 돌아간 이후 윤치호가 독립신문의 발간자를 맡았다. 1899년에 윤치호가 물러나고 선교사 아펜젤러가 맡았다. 1899년 6월 1일부터는 영국인 엠벌리가 맡았으나 정부가 이 신문을 매수하여 1899년 12월 4일자로 폐간하였다.

## 평가
독립신문은 최초의 한글 신문이자 영자 신문이라는 점과 정치, 시사, 국제정세를 국민에게 알기 쉽게 소개한 점을 역사적으로 높이 평가한다.
독립신문 창간자인 서재필이 일본 유학 시절에 접했던 후쿠자와 유키치의 《시사신보》와 미국 체류 당시에 접했던 주간지 《네이션》(Nation)이 독립신문의 발행 취지 및 방법에 영향을 끼쳤다고 추정하는 학자도 있다.
독립신문은 정치 공동체의 인적 구성 원리에 대해 기존 조선 시대의 방식과는 다른 이해 방식을 보여주고 이를 본격적으로 대중화시킨 최초의 신문이었다. 또한 토론과 비판을 통해 입헌군주제 등의 근대 정치공동체 건설을 위한 대안을 제시하였다.
독립신문은 청으로부터 독립을 의미하였으므로 친일과는 동전의 양면과도 같았다. 1898년 8월 20일자 독립신문에는 이토 히로부미가 서울에 올 예정인데 그는 세계적 정치가이고 대한제국의 독립 사업에 대공이 있는 사람이므로 정부와 인민은 각별히 후대하기를 바란다는 사설을 실었다.

## 독립신문사터
독립신문사가 있었다는 곳에 대한 몇 가지 설이 있는데, 서울특별시 문화재과 표석위원회에서 배재학당 대강당 앞쪽 계단(정동 34-5번지)에 '독립신문사터' 표석을 설치하고 있으며, 오인환 전 연세대 교수는 정동제일교회 바로 건너편에 있는 '신아빌딩'(서소문동 39-1번지)이 독립신문사 자리일 가능성이 매우 크다는 추정을 한다. 또 우리문화재자료연구소장 이순우는 서울시립미술관 안쪽(서소문동 38번지) 에 있었다고 추정하기도 한다.

## 영인본 기증
1996년 LG상남언론재단은 이사장 안병훈의 주도로 독립신문 원본을 실물크기로 한데 묶은 독립신문 영인본을 발간했다. 총 1000질이 발간된 영인본은 전국 국공립 도서관과 근현대사 전공 교수들에게 기증하였다. 같은해 4월 4일부터 한국프레스센터에서 열린 〈서재필 독립신문 특별전시회〉를 비롯 독립신문 창간 100돌과 관련한 각종 전시회에 영인본을 전시하였다.

## 조선 국호 표기
독립신문에서는 조선 국호를 조션, 죠션, 됴션 등으로 표기하고 있다.

## 같이 보기
| - 독립협회 / 독립문 - 만민공동회 - 서재필 - 윤치호 - 주시경 - 박정양 - 유길준 - 아관파천 | - 신문의 날 - 경성신문 - 한성순보 - 황성신문 |

## 참고 자료
- 독립신문영인간행회, 《독립신문》 (독립신문영인간행회 편, 경인문화사, 1991)
- 독립신문강독회, 《독립신문 다시 읽기》 (푸른역사, 2004)
- 정진석, 《한국언론사연구》 (일조각, 1983)
- 김민환, 《개화기 민족지의 사회사상》 (도서출판 나남, 1988)
- 신용하, 《독립협회 연구, 상하》 (일조각, 2006)
- 윤치호, 《윤치호 일기 1916~1943》 (김상태 편역, 인물과 사상사, 2001)
- 최기영, 《대한제국기 신문연구》 (일조각, 1991)
- 유영렬, 《개화기의 윤치호 연구》 (한길사, 1986)
- 김유원, 《100년뒤에 다시읽는 독립신문》 (경인문화사, 1999)